# 莫伯日站
莫伯日站是法国的一个铁路车站，位于法国北部城市莫伯日。

## 位置
莫伯日站位于莫伯日市区的中部，老城区以南，克雷伊－热蒙铁路228.418公里处，距离欧努瓦艾姆里站大约13公里。车站大致呈东西走向，开口朝北。

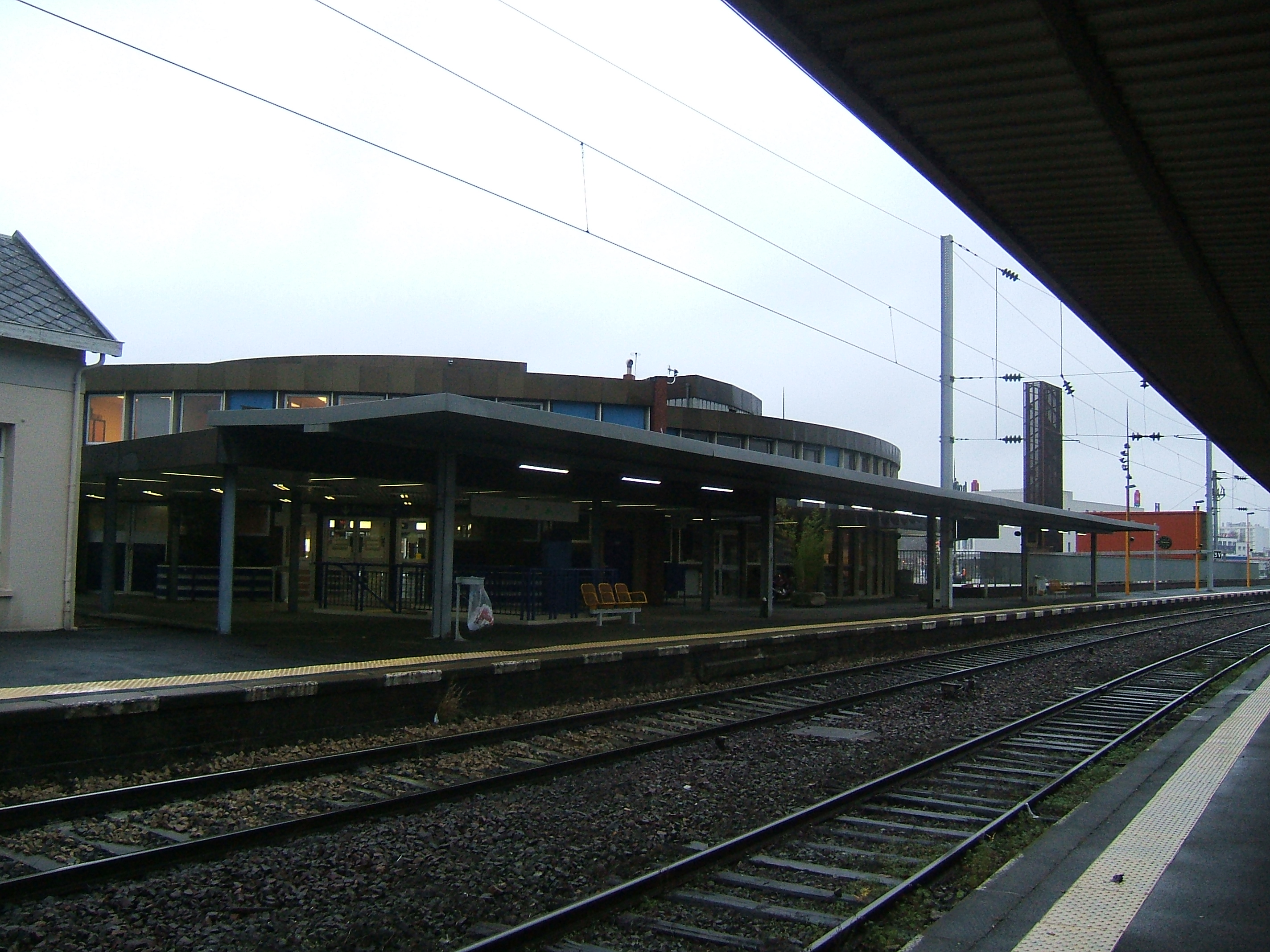
莫伯日站内部的站台

## 历史
莫伯日站最初建成于1855年，现有的站房建成于1878年，并于此后经历了多次改造。
1902年~1951年间，莫伯日站还有有轨电车连接。
在法国高速铁路北线通车以前，莫伯日站也是巴黎和比利时之间国际列车的必经之路。

## 停靠线路
以下列车线路在莫伯日站停靠：
| 莫伯日站列车线路表              |                     |                         |                    |              |
| 线路                            | 车种                | 上一站                  | 下一站             | 大致运行频率 |
| 巴黎—莫伯日                     | TER Hauts-de-France | 欧努瓦艾姆里            | （终点）           | 每天2~4趟    |
| 里尔—热蒙                       | TER Hauts-de-France | 欧努瓦艾姆里/卢夫鲁瓦勒 | 慈父/热蒙          | 每天7~16趟   |
| 莫伯日—那慕爾                   | TER Hauts-de-France | （起点）                | 沙勒罗瓦           | 每天2趟      |
| 比西尼/欧努瓦艾姆里—莫伯日/热蒙 | TER Hauts-de-France | 欧努瓦艾姆里/卢夫鲁瓦勒 | （终点）/慈父/热蒙 | 每天1~6趟    |
| 1.                              |                     |                         |                    |              |

## 配套交通

### 长途客车
| 停靠莫伯日站的大巴车 |                 | |
| 上下车地点           | 运营单位        | 主要线路及目的地 |
| 莫伯日站 正门东侧    | 诺尔省 城际客运 | 401 拉隆格维尔 · 巴韦 · 圣瓦斯特 · 普勒欧萨尔 · 小瓦尔涅 · 大瓦尔涅 · 瓦朗谢讷 401 E 巴韦 · 瓦朗谢讷 402 博福尔 · 巴略 · 埃尔普河畔阿韦讷 · 阿韦讷勒 · 塞姆里 · 桑迪诺尔 · 费隆 · 维涅 · 富尔米 402 E 埃尔普河畔阿韦讷 · 费隆 · 富尔米 408 罗克河畔布西尼 427 热蒙 429 欧蒙 · 旧梅尼勒 · 拉隆格维尔 · 巴韦 436 迪蒙 · 伯涅 · 萨尔波特里 · 索勒尔勒沙托 · 费勒里 |
| 莫伯日站 正门东侧    | Car TER         | 18欧努瓦艾姆里 · 热蒙 当铁路线施工或罢工时，SNCF可能也会提供途径该线路沿途站点的大巴车 |
| 1. 2. 3.             |                 | |

### 城市公共交通
| 莫伯日站附近的市内公共交通线路 |                  | |
| 公交车站名称                   | 位置             | 停靠线路 |
| 火车站                         | 莫伯日站正门西侧 | 周一至六运行： - A 欧蒙-游泳池 ↔ 热蒙-土耳其营地 - B 卢夫鲁瓦勒-商业中心 ↔ 莫伯日-综合医疗中心 - Citaline 莫伯日-火车站 （环线） 周日及节假日运行： - 61 贝尔莱蒙-绿龙 ↔ 热蒙-土耳其营地 |
| 欧洲火车站                     | 莫伯日站对面     | 周一至六运行： - 55 莫伯日-欧洲火车站 ↔ 热蒙-土耳其营地 周日及节假日运行： - 61 贝尔莱蒙-绿龙 ↔ 热蒙-土耳其营地 - 62 欧蒙-圣皮耶尔环岛 ↔ 大费里耶尔-市政厅 - 63 费涅-莱昂-孔斯唐 ↔ 欧蒙-游泳池 - 64 卢夫鲁瓦勒-埃尔米尼湾 ↔ 布苏瓦-花城 |
| 汽车站                         | 莫伯日站正门东侧 | 周一至六运行： - C 卢夫鲁瓦勒-商业中心 ↔ 莫伯日-荆棘 - D 欧蒙-商业区 ↔ 莫伯日-皮耶尔·弗雷斯特高中 - 10 费涅-莱昂-孔斯唐 ↔ 鲁西-市政府 / 小费里耶尔-市政府 - 21 贝尔莱蒙-绿龙 ↔ 莫伯日-皮耶尔·弗雷斯特高中 - 24 勒瓦勒-市政府 ↔ 莫伯日-皮耶尔·弗雷斯特高中 - 41 莫伯日-皮耶尔·弗雷斯特高中 ↔ 蒙斯 (比利时)- 弗朗德广场/火车站 周日及节假日运行： - 62 欧蒙-圣皮耶尔环岛 ↔ 大费里耶尔-市政厅 - 63 费涅-莱昂-孔斯唐 ↔ 欧蒙-游泳池 - 64 卢夫鲁瓦勒-埃尔米尼湾 ↔ 布苏瓦-花城 |
| 1. 2.                          |                  | |

### 社会车辆
莫伯日站正门东侧设有社会车辆停车大楼。

## 临近车站
| 莫伯日站（Gare de Maubeuge）   |                  |                |
| 上行车站                       | 线路             | 下行车站       |
| 卢夫鲁瓦勒站 1.2km ←           | 克雷伊－热蒙铁路 | 慈父站 → 3.3km |
| - 本表仅显示运营中的线路及车站 |                  |                |